# Spirostreptus fulgens
Spirostreptus fulgens är en mångfotingart som beskrevs av Henri Saussure och Leo Zehntner 1902. Spirostreptus fulgens ingår i släktet Spirostreptus och familjen Spirostreptidae. Inga underarter finns listade i Catalogue of Life.